# Mimopydna insignis
Mimopydna insignis är en fjärilsart som beskrevs av John Henry Leech 1898. Mimopydna insignis ingår i släktet Mimopydna och familjen tandspinnare. Inga underarter finns listade i Catalogue of Life.